# East Wenatchee
East Wenatchee é uma cidade localizada no estado norte-americano de Washington, no Condado de Douglas.

## Demografia
Segundo o censo norte-americano de 2000, a sua população era de 5757 habitantes.
Em 2006, foi estimada uma população de 8927, um aumento de 3170 (55.1%).

## Geografia
De acordo com o United States Census Bureau tem uma área de
6,0 km², dos quais 6,0 km² cobertos por terra e 0,0 km² cobertos por água.

## Localidades na vizinhança
O diagrama seguinte representa as localidades num raio de 8 km ao redor de East Wenatchee.